# Психоанализ
Психоана́лиз (нем. Psychoanalyse) — психологическая теория, разработанная в конце XIX — начале XX века австрийским неврологом и психиатром Зигмундом Фрейдом (1856—1939), а также метод лечения психических расстройств, основанный на этой теории.
Психоанализ эволюционировал и претерпевал значительные теоретические и методологические изменения с момента своего возникновения: от классического фрейдизма и теории влечений к Эго-психологии, теории объектных отношений, Self-психологии. В настоящее время отмечается влияние пост-модернизма и фокус на реляционизме и интерсубъектности.
Ввиду этого, о психоанализе сложно говорить как о едином подходе, т.к. он имеет различные школы и ответвления, в том числе, имеющие междисциплинарный характер: нейропсихоанализ, групп-анализ, психоаналитическая психодрама и пр.
Ядро идентичности психоаналитического подхода (в его широком понимании) заключается поиске и анализе бессознательной динамики, а также раскрытии и понимании (часто бессознательных) конфликтов, отношений и раннего опыта развития.
Эффективность психоанализа постоянно оспаривается. Тем не менее он по-прежнему оказывает значительное влияние на психиатрию и психиатров, приверженных этому методу, хотя доля последних постепенно снижается благодаря — не в последнюю очередь — влиянию доказательной медицины, поддерживающей альтернативную психоанализу когнитивно-поведенческую терапию.
Основные положения классического психоанализа заключаются в следующем:
- человеческое поведение, опыт и познание во многом определены внутренними и, как правило, иррациональными влечениями;
- эти влечения преимущественно бессознательны;
- попытки осознания этих влечений приводят к психологическому сопротивлению в форме защитных механизмов;
- индивидуальное развитие определяется не только структурой личности, но во многом и событиями раннего детства;
- конфликты между осознанным восприятием реальности и бессознательным (вытесненным) материалом могут приводить к возникновению невротических черт характера, а также к неврозам, страхам, депрессиям и другим психоэмоциональным нарушениям;
- освобождение от влияния бессознательного материала может быть достигнуто через его осознание (например, при соответствующей профессиональной поддержке)[5].

В качестве метода лечения классический психоанализ Фрейда обозначает специфический тип терапии, при котором «анализант» (анализируемый пациент) вербализует мысли, включая свободные ассоциации, фантазии и сны, на основании чего аналитик пытается сделать заключение о бессознательных конфликтах, являющихся причинами симптомов и проблем характера пациента, и интерпретирует их для пациента с целью их разрешения. Специфика психоаналитических интервенций, как правило, включает конфронтацию и разъяснение патологических защит и желаний пациента.
Для обозначения общего теоретического фундамента психоанализа, а также для описания подхода к изучению психики на основе данной теории Фрейд использовал термин метапсихология.
Дальнейшее развитие, расширение и критическое переосмысление первоначальная теория психоанализа Фрейда (т. н. фрейдизм) получила в работах бывших коллег и учеников Фрейда — Альфреда Адлера и Карла Юнга, а позднее — неофрейдистов (Эриха Фромма, Карен Хорни, Гарри Салливана, Жака Лакана и других).
Современный психоанализ в широком смысле — это более двадцати концепций психического развития человека. Подходы к психоаналитической терапии различаются столь же сильно, как и сами теории. Термин также обозначает метод исследования детского развития.
Теория психоанализа критиковалась и критикуется с различных точек зрения, вплоть до обвинения её в псевдонаучности. Тем не менее психоанализ по-прежнему практикуется психологами и психотерапевтами, и, кроме того, он получил распространение в философии, гуманитарных науках, литературной и художественной критике как дискурс, метод интерпретации и философская концепция. Психоанализ также оказал существенное влияние и на формирование идей сексуальной революции.

## История
Концепции, родственные психоанализу, существовали и до Фрейда, но именно он первым в конце 1890-х годов в Вене чётко сформулировал свою психоаналитическую теорию. Фрейд был неврологом, искавшим эффективный метод лечения пациентов с невротическими и истерическими симптомами. Он пришёл к пониманию существования бессознательных психических процессов, работая консультантом в детской клинике, где наблюдал, что у многих детей-афатиков отсутствуют органические причины их симптомов. Эти наблюдения были описаны Фрейдом в специальной монографии. В конце 1880-х годов, Фрейд получает стипендию для стажировки у знаменитого невролога и сифилолога Жана-Мартина Шарко в парижской клинике «Сальпетриер». В то время Шарко интересовался пациентами, чьи симптомы напоминали общий парез (нейропсихиатрическое расстройство, которое может вызываться сифилисом).
Первая теория Фрейда, рассматривающая истерические симптомы, была представлена в «Исследованиях истерии» (1895), написанных в соавторстве с венским врачом Йозефом Брейером. В ней он утверждал, что в основе истерической симптоматики находятся подавленные воспоминания о неприятных ситуациях, которые практически всегда обладают прямыми или непрямыми сексуальными ассоциациями. Примерно в то же время он пытается создать нейрофизиологическую теорию бессознательных психических механизмов, которая, однако, осталась незавершённой; ранние наброски этой теории были опубликованы только после его смерти.
Около 1900 года Фрейд пришёл к заключению, что сны имеют символическое значение, и, как правило, очень индивидуальны. Фрейд формулирует гипотезу, что бессознательное включает в себя или является «первичным процессом», обладающим концентрированным и символическим содержанием. Напротив, «вторичный процесс» имеет дело с логическим, осознанным содержанием. Эта теория была опубликована им в 1900 году в монографии «Толкование сновидений». В 7-й главе этой книги Фрейд также описывает свою раннюю «топографическую модель», в соответствии с которой неприемлемые сексуальные желания вытесняются в систему «бессознательного» из-за социальных сексуальных запретов, и это вытеснение порождает тревожность.
На раннем этапе становления психоанализа значительную роль в его развитии сыграли личностные характеристики Фрейда и его сподвижников. Положение евреев в Вене, утративших связь со своими корнями, было маргинальным, чем и объясняется их склонность к риску, сопряжённому с профессиональной деятельностью в новой области психоанализа. Кроме того, стимулом для их сплочения вокруг фигуры Фрейда послужила возможность обретения самоидентичности. Часть психоаналитического движения, представленная евреями, была непропорционально большой. Сторонники Фрейда проявляли крайнюю самонадеянность относительно перспектив психоанализа. Сам же Фрейд не терпел никакой критики, требуя полной и безусловной лояльности от своих сторонников. Результатом всего этого стало формирование в психоаналитическом движении своеобразного религиозного культа Фрейда, к которому члены данного движения должны были относиться как к никогда не ошибающемуся Богу. Один из приверженцев Фрейда Макс Граф, впоследствии вышедший из рядов психоаналитиков, выразил это в следующих словах: «Фрейд — как глава церкви — изгнал Адлера; он отлучил его от официальной церкви. В течение ряда лет я пережил полное развитие церковной истории».
Последние полвека психоанализ бурно развивался. Современные теоретические разработки (например, теория объектных отношений) значительно расширили границы психоаналитического знания. Психоанализ активно практикуется как направление медицины. Однако в современной психотерапевтической практике он утерял былую гегемонию и популярность (конкурируя, например, с когнитивно-поведенческой терапией). Американская психологическая ассоциация — одно из наиболее влиятельных объединений профессиональных психологов в мире — включает в себя отделение психоанализа . Международная психоаналитическая ассоциация насчитывает около 12 000 членов.
Психоаналитическое движение чрезвычайно многогранно, многие ученики Фрейда, в частности, А. Адлер и К. Юнг, резко разойдясь во мнении с учителем, организовали свои собственные школы. Им удалось конкретизировать некоторые его главные идеи. В рамках неофрейдизма пытаются наладить контакт психоанализа с общественными науками. Показательны в этом отношении работы Э. Фромма, который дополнял психоанализ марксизмом и пытался поднять этот симбиоз до уровня этики. Разумеется, у психоаналитика этика оказывается любовью. В философском отношении никто из психоаналитиков не ушёл далеко от З. Фрейда. В их работах ощущается острая потребность в метанаучных исследованиях.

## Психоанализ в СССР
В СССР психоанализ пережил период бурного расцвета в начале XX века. В 1920-х годах И. Д. Ермаков открыл Государственный психоаналитический институт и издал переводы работ Фрейда и Юнга. Однако с середины 1930-х годов психоанализ в Советском Союзе подвергался гонениям и практически не развивался вплоть до 1990-х годов. В СССР и других социалистических странах психоанализ часто квалифицировался как буржуазная лженаука.

 В советском Союзе, в стране Сеченова и Павлова, в стране больших традиций научной физиологии и психологии, никогда не могло укорениться ненаучное и чисто спекулятивное направление психоанализа. — Cecilie Michalová
Тем не менее, многие идеи психоанализа вошли в отечественную психологию и психотерапию (в том числе так называемые «неосознаваемые формы высшей нервной деятельности» по Узнадзе, и другие). По мнению известного польского психотерапевта проф. С. Ледера, патогенетическая психотерапия Мясищева была ничем иным, как «советским психоанализом».

## Основные понятия и идеи психоанализа

### Важнейшие направления психоанализа
1. Теория поведения человека, первая и одна из наиболее влиятельных теорий личности в психологии — см. также Психология личности. Обычно относится к классическому психоанализу, созданному Зигмундом Фрейдом, но употребляется и к любой производной (даже сильно отличающейся от него теории), например аналитической психологии Юнга или индивидуальной психологии Адлера, которые предпочитают обозначать термином «неопсихоанализ».
2. Методы исследования основных мотивов поведения человека. Фундаментальный предмет изучения психоанализа — скрытые бессознательные мотивы, ведущие к расстройствам. Они выявляются через высказываемые пациентом свободные ассоциации.
3. Метод и методики лечения психических расстройств на основе вышеуказанного анализа бессознательного, проявлений переноса и сопротивления, посредством техник интерпретации и проработки. Цель психоаналитика — помочь освобождению пациента от скрытых механизмов, создающих конфликты в психике, то есть от привычных шаблонов, не пригодных или создающих специфические конфликты в реализации желаний и в адаптации к обществу.

### Методы и этапы анализа
- Накопление материала:
  - Метод свободных ассоциаций (или «основное правило психоанализа»);
  - «Толкование сновидений»;
- Интерпретация — толкование первоисточников конфликтов;
- Анализ «сопротивления» и «переноса»;
- Проработка — заключительный этап (и механизм перестройки психики при нём).

Техника работы психоанализа и лечения психических расстройств изложена в Пяти основных клинических случаях Фрейда.

### Топографическая модель психического аппарата
- Сознание — часть психики, осознаваемая индивидом — определяет выбор поведения в общественной среде, однако не всецело, так как сам выбор поведения может инициироваться бессознательным. Сознание и бессознательное антагонистичны, в бесконечной борьбе бессознательное всегда побеждает. Психику автоматически регулирует принцип удовольствия, который модифицируется в принцип реальности; при нарушении баланса возможностей и желаний (когда желание не принимается обществом или самим индивидом), происходит проскальзывание информации в сознание посредством снов, оговорок и т. п. (то есть через бессознательную сферу).
- Бессознательное — часть психики, процессы в которой неосознанны и находятся в конфликтных отношениях с сознательными представлениями человека. Фрейд различает бессознательное в описательном смысле слова (которое не является предметом психоанализа), в динамическом смысле — что означает наличие конфликта, в результате которого часть переживаний активно вытесняется из сознания, и в структурном смысле. Последнее означает, что в бессознательном действуют особые законы, управляющие психической активностью — такие как отсутствие времени, неразличение фантазии и реальности, отсутствие принципа противоречия и т. д.
- Предсознательное — часть психики, бессознательная в описательном смысле слова, но потенциально осознаваемая при направлении на неё внимания. К предсознательному, в частности, относятся свободные ассоциации, используемые в практике психоанализа.

Позднее (в 1923 г.) Фрейд предложил новую, структурную модель психики:
- Ид («Оно») — область влечений, к которым ко времени создания этой модели Фрейд относил влечение к жизни и влечение к смерти. Ид переняло на себя многие характеристики, ранее относимые к бессознательному (принцип удовольствия, отсутствие времени и пр.), хотя инстанции Эго и Суперэго также в значительной своей части бессознательны.
- Эго («Я») — инстанция, управляющая поведением и сознательным мышлением, а также отвечающая за действие защитных механизмов.
- Суперэго («Сверх-Я») — часть Эго, выполняющая функцию самонаблюдения и моральной оценки. Суперэго образуется в результате интроекции образов родителей и их системы ценностей.

В целом структурная модель была шагом вперёд в развитии психоаналитической теории, позволив описать более широкий спектр психических расстройств и создать новые инструменты психотерапии. Её значительным достижением стала в частности теория защитных механизмов. Однако, некоторые аспекты ранней теории были потеряны в новой — например, понятие бессознательного было в ней не столь чётко определено. Сам Фрейд не завершил работу по пересмотру своей теории и продолжал использовать обе модели достаточно произвольно. В дальнейшем аналитики нового поколения предпринимали различные попытки завершения этой работы. В частности, американские аналитики Дж. Арлоу и Ч. Бреннер предложили систематический пересмотр всех понятий психоанализа в русле структурной модели. С другой стороны, в Британии Р. Фейрберн и М. Кляйн вписали структурную модель в теорию объектных отношений, описывая происхождение фрейдовских инстанций в ранних отношениях ребёнка и в результате действия процессов проекции и интроекции.

### Защитные механизмы
Фрейд выделил и описал следующие защитные механизмы психики:
- Замещение — это направление энергии влечения на более безопасный объект. Например, человек, на которого накричал начальник, дома набрасывается с руганью на жену и детей, хотя они ничем не провинились. Или мужчина, влюблённый в очень красивую женщину, но предпочитающий сексуальные контакты с другой, менее красивой, из боязни, что первая ему откажет.
- Реактивное образование — это более сложный защитный механизм, включающий две стадии. На первой стадии неприемлемое переживание подавляется, а на второй на его месте образуется прямо противоположное чувство. Скажем, женщина, не реализующая свою сексуальность, вполне может превратиться в мужененавистницу. Или брат, ненавидящий свою сестру, но не могущий себе в этом признаться, может воспылать к сестрёнке особой любовью и окружить её всяческой опекой. Правда вскоре можно будет заметить, что его забота создаёт сестре значительные трудности и проблемы и явно тяготит её.
- Компенсация — это механизм, заключающийся в бессознательной попытке преодоления реальных и воображаемых недостатков. Обычно компенсация проявляется в виде дополнительных усилий, прикладываемых к деятельности, как бы «компенсирующей» недостатки человека. Например, занятия спортом для инвалида будут являться компенсацией. Если усилия, затрачиваемые на компенсацию, оказываются неадекватно большими, то это уже называется ги́перкомпенсация.
- Вытеснение — это подавление подсознательных влечений и переживаний, создающих угрозу для самосознания, и вытеснение их в сферу бессознательного. В этом случае человек вынужден тратить значительное количество психической энергии, но подавленные влечения все равно периодически «прорываются» в реальность через оговорки, сновидения и т. д.
- Отрицание.
- Проекция — это приписывание другим своих собственных неприемлемых переживаний. Скажем ханжа — человек, скрывающий свои сексуальные влечения и выискивающий малейшие «грязные» намерения в действиях окружающих. Или бредовые идеи преследования, — когда человек приписывает другим свои агрессивные импульсы, искренне считая, что они хотят его убить.
- Сублимация. Механизм, в котором социально неприемлемые импульсы преобразуются в приемлемые.
- Рационализация — это то, что в обыденной жизни называют самооправданием. Человек стремится дать рациональное объяснение поступкам, совершенным под влиянием инстинктивных влечений. Скажем, начальник накричал на своих работников, только потому, что «встал не с той ноги». Однако он объясняет это тем, что работники сами виноваты — плохо исполняли обязанности.
- Регрессия — это возврат к детским, ранним формам поведения. К этому типу защитных механизмов прибегают, как правило, незрелые, инфантильные личности. Однако и нормальные взрослые в ситуациях психической перегрузки могут использовать этот защитный механизм. Примеры регрессии — это такие реакции на травмирующие переживания или ситуации, как плач, «надуться» и ни с кем не разговаривать и т. д.

Позднее Анна Фрейд, а за ней и другие психоаналитики, существенно расширили этот список, который ныне насчитывает около 30 различных механизмов психологической защиты.

### Структуры психики и структурные механизмы
Фрейд говорит о трёх основных механизмах психики, которые формируют субъекта: «отрицание» (Verneinung) лежит в основании невротической личности, «отбрасывание» (Verwerfung) — психотической и «отказ» (Verleugnung) — перверсивной.
- невроз — отрицание (Verneinung)
- психоз — отбрасывание (Verwerfung)
- перверсия — отказ (Verleugnung)

### Комплексы
- Эдипов комплекс
- Кастрационный комплекс
- Комплекс Электры
- Комплекс неполноценности

### Расщепление сознания
«Понятие расщепления разрабатывалось Фрейдом преимущественно в статьях „Фетишизм“ (Fetischismus, 1927), „Расщепление Я в процессе защиты“ (Die Ichspaltung im Abwehrvorgang, 1938) и в „Очерке психоанализа“ (Abriss der Psychoanalyse, 1938) в связи с размышлениями о психозе и фетишизме».

### Стадии психосексуального развития
Само развитие разбито на пять чётко ограниченных фаз:
1. Оральная фаза (0 — 1,5 года), в личности проявляется только Ид — желание;
2. Анальная фаза (1,5 — 3,5 года), формируется сверх-Я — социально обусловленные запреты;
3. Фаллическая фаза (3,5 — 6 лет), интерес к половой сфере, её апогей Эдипов комплекс или комплекс Электры;
4. Латентная фаза (6 — 12 лет), сексуальное затишье;
5. с 12 лет — Генитальная фаза или взрослая стадия.

## Основные школы психоанализа
За более чем сто лет истории психоанализа в его рамках возник ряд школ и направлений. К основным можно отнести:
- Классическая теория влечений З. Фрейда
- Эго-психология
- Теории объектных отношений
- Школа М. Кляйн
- Психоанализ У. Биона и пост-бионианская теория поля Антонино Ферро
- Структурный психоанализ Ж. Лакана
- Селф-психология Х. Кохута
- Интерперсональный психоанализ (Г. С. Салливан, Клара Томпсон)
- Интерсубъективный подход (Р. Столороу)

## Психопатология

### Взрослые пациенты
Различные психозы включают в себя нарушение автономных эго-функций (интеграция мышления, способность к абстрактному мышлению, отношение к реальности и тестирование реальности). При депрессиях с психотическими элементами также может быть нарушена функция самосохранения (иногда из-за подавляющего депрессивного аффекта). При расстройствах интеграции Я (часто приводящих к тому, что психиатры называют «несвязанные ассоциации», «перерыв в течении ассоциаций», «скачка идей», «повторение бессмысленных слов или фраз» и «ускользание мыслей») также нарушается развитие самостно-объектных репрезентаций. По этой причине клинически психотики также демонстрируют ограничения в эмоциональном тепле, сочувствии, доверии, идентичности, близости и / или стабильности в отношениях (из-за тревоги самостно-объектного слияния).
Пациенты с ненарушенными автономными эго-функциями, но имеющие проблемы с объектными отношениями часто диагностируются как «пограничные» (borderline). Для пограничных пациентов также характерны нарушения, связанные с контролем над импульсами, аффектами или фантазиями, но их способность тестировать реальность остаётся более или менее неповреждённой. Взрослые, не испытывающие чувство вины и стыда и демонстрирующие преступное поведение, как правило, диагностируются как психопаты, или, согласно DSM-IV-TR, как люди с антисоциальным расстройством личности.
Паника, фобии, конверсии, навязчивые идеи, компульсивные побуждения и депрессии (аналитики называют их «невротическими симптомами») не всегда вызваны нарушениями эго-функций. Наоборот, они вызываются интрапсихическими конфликтами. Как правило, эти конфликты связаны с сексуальными и враждебно-агрессивными желаниями, чувством вины и стыда, фактами реальной действительности. Конфликты могут быть и осознанными, и бессознательными, но в любом случае они формируют тревожность, депрессивный аффект и гнев. В конечном итоге различные элементы конфликта находятся под управлением защитных механизмов — по своей сути, защитные механизмы — это «выключающие» механизмы, благодаря которым человек не осознаёт данный элемент конфликта. «Вытеснение» — термин для обозначения механизма, который вытесняет определённые мысли из сознания. «Изоляция аффекта» — термин для обозначения механизма, который не позволяет чувству быть осознанным.
Невротические симптомы могут проявляться как отдельно, так и в сопровождении нарушений эго-функций, нарушений объектных отношений, нарушения силы Я. То есть обсессивно-компульсивные шизофреники или страдающие от панических атак пациенты с пограничным расстройством личности — далеко не редкость.

## Исследования
Более сотни лет клинические описания единичных случаев в журналах Modern Psychoanalysis, Psychoanalytic Quarterly, International Journal of Psychoanalysis и Journal of the American Psychoanalytic Association оценивали эффективность психоанализа при неврозах и расстройствах характера и личности. Психоанализ, модифицированный техниками объектных отношений, был эффективен при многих сложных случаях нарушений в сфере интимности и межличностных отношений (см. многочисленные публикации Отто Кернберга). Как терапевтический метод, психоаналитические техники могут быть полезны и при одноразовых консультациях. Психоаналитическое лечение в других случаях может длиться от года до многих лет, в зависимости от серьёзности и сложности патологии.
Психоаналитическая теория была объектом критики и споров, начиная с момента своего зарождения. Фрейд отмечал это ещё в самом начале своей карьеры, когда медицинские круги Вены подвергли его остракизму за находку того, что истерические конверсионные симптомы характерны не только для женщин. Критика психоаналитической теории началась с Отто Ранка и Альфреда Адлера (в начале 20 века), продолжилась в рамках бихевиоризма (например, Вольпе) в 1940-х и 1950-х, и существует по настоящее время. Критика исходит от тех, кто не согласен с положением о существовании бессознательных механизмов, мыслей или чувств. Критиковалось также утверждение о «детской сексуальности» (описание того, что дети в возрасте от двух до шести лет фантазируют о зарождении). Критика приводила к модификациям психоаналитической теории, таким как работы Рональда Фейрбэрна, Михаэля Балинта и Джона Боулби. В последние десятилетия, критика сосредоточилась на вопросе эмпирической верификации — несмотря на множественные эмпирические проспективные исследования (см., например, работы Барбары Милорд и её коллег из Медицинской школы Корнеллского университета). В современной научной литературе можно найти исследования, поддерживающие многие идеи Фрейда, например, бессознательное, регрессию и т. д.
Несколько мета-исследований показали, что эффективность психоанализа и психодинамической психотерапии сравнима по результативности или превосходит другие виды психотерапии или лечение антидепрессивными препаратами. Эмпирические исследования говорят о том, что «классический» долговременный психоанализ — когда пациент лежит на кушетке как минимум три раза в неделю — также эффективен. Обзорная работа 2005 года по рандомизированным и контролированным исследованиям заключает, что «психоаналитическая психотерапия (1) эффективнее, чем отсутствие лечения или стандартное лечение и (2) эффективнее коротких форм психодинамической психотерапии». Эмпирическое исследование эффективности психоанализа и психоаналитической психотерапии стало популярным в среде психоаналитически ориентированных исследователей.
Существуют различные формы психоанализа и психотерапии, практикующие психоаналитическое мышление. Например, помимо классического психоанализа, психоаналитическая психотерапия. Другие примеры распространённых терапевтических методов, которые используют находки психоанализа: психотерапия на основе ментализации (Mentalization-Based Treatment) и психотерапия, фокусированная на переносе (Transference-Focused Psychotherapy).

#### Лечение шизофрении
Исследования эффективности психодинамического лечения в некоторых популяциях показали противоречивые результаты. Исследования Бертрама Кэрона и его коллег из Мичиганского государственного университета говорят о том, что грамотное применение психодинамической терапии может быть успешно в случае больных шизофренией. Более поздние исследования сомневаются правильности этого утверждения. Так, отчёт Центра изучения результативности лечения больных шизофренией (Schizophrenia Patient Outcomes Research Team, PORT) не рекомендует использование психодинамических форм психотерапии при шизофрении, указывая что дополнительные исследования необходимы для подтверждения их эффективности. Однако, рекомендация PORT основана на экспертных мнениях клиницистов, а не на эмпирических данных. Существуют эмпирические данные, противоречащие этой рекомендации.

#### Исследования детского развития
Психоанализ был использован как инструмент исследования детского развития (см. журнал The Psychoanalytic Study of the Child), и развился в гибкий, эффективный метод лечения ментальных нарушений. В 1960-е, ранние (1905) представления Фрейда о детском развитии и женской сексуальности подверглись пересмотру. Это привело к активным исследованиям в 1970-х и 1980-х и последующим новым концепциям женского сексуального развития, которые скорректировали некоторые положения Фрейда. См. также многочисленные работы Элеаноры Галенсон, Нэнси Ходоров, Карен Хорни, Франсуазы Дольто, Мелани Кляйн, Сельмы Фрайберг и других. В последнее время, исследователи включившие в свою работу теорию привязанности (например, Алиса Либерман, Сюзан Коатс и Даниэль Шехтер) исследовали роль родительской травматизации в развитии у маленьких детей способностей к ментальной репрезентации себя и других.

## Критика
Уже при самом своём появлении психоанализ подвергся критике, в частности такими авторами, как К. Ясперс, А. Кронфельд, К. Шнайдер, Г.-Й. Вайтбрехт и многие другие. Первоначально неприятие концепции Фрейда европейскими психиатрами было решительным и повсеместным — за немногими исключениями, как, например, Э. Блейлер и В. П. Сербский. Например, Э. Крепелин утверждал:

На основании разностороннего опыта я утверждаю, что продолжительные и настойчивые расспросы больных об их интимных переживаниях, а также обычное сильное подчеркивание половых отношений и связанные с этим советы могут повлечь за собой самые неблагоприятные последствия.— Крепелин, Э. Введение в психиатрическую клинику
П. Б. Ганнушкин также полагал, что «психоанализ самым грубым образом копается в сексуальной жизни, психика больного определённо резко травматизируется. Больному наносится непоправимый вред», и предостерегал коллег от «неумеренного, неумелого, почти преступного применения фрейдовской методики».
К. Ясперс относился с безусловным уважением к Фрейду как личности и учёному и признавал значительный вклад его теорий в науку, однако считал психоаналитическое направление исследований непродуктивной вульгаризацией идей Шопенгауэра и Ницше, «порождением мифотворческих фантазий», а само движение психоанализа — сектантским. Он называл психоанализ «популярной психологией», позволяющей обывателю легко объяснить что угодно. Фрейдизм для К. Ясперса, так же как и марксизм, — суррогат веры. По мнению Ясперса, «психоанализ несёт значительную долю ответственности за общее снижение духовного уровня современной психопатологии».
Известные антропологи Маргарет Мид, Рут Бенедикт, Кора Дюбуа и Франц Боас собрали данные, опровергающие утверждение об универсальности таких основных фрейдовских понятий, как либидо, инстинкты разрушения и смерти, врождённые инфантильные сексуальные стадии и эдипов комплекс. Ряд этих концепций был подвергнут экспериментальной проверке, в результате чего выявили, что они ошибочны. Роберт Сирс, рассматривая эти экспериментальные данные в своей работе «Обзор объективных исследований психоаналитических понятий», сделал заключение:

Согласно критериям физических наук, психоанализ не является подлинной наукой… <…> Психоанализ основывается на методах, которые не позволяют повторить наблюдения, не обладают самоочевидностью, или денотативной валидностью, и несут на себе в некоторой степени отпечаток субъективных предубеждений наблюдателя. Когда такой метод используется для открытия психологических факторов, которые должны обладать объективной валидностью, он оказывается совершенно несостоятельным.
Подвергается критике психоанализ и в конце ХХ — начале XXI века. В спорах вокруг учений З. Фрейда обсуждаются такие основные пункты: научность используемых им понятий, реальный лечебный эффект психоаналитической терапии, а также долгосрочные влияния фрейдизма на общество.
Джон Килстром в своей статье «Фрейд всё ещё жив? Вообще говоря, нет» полагает, что влияние психоанализа в настоящее время сошло на нет и что и большее влияние Фрейд оказал на культуру, нежели на развитие психологии. Однако точка зрения Килстрома остаётся спорной. 

Многие десятилетия психоанализ Фрейда упрекали в научной несостоятельности. Сейчас эти упрёки можно признать справедливыми лишь в части архаической версии психоанализа. Современная психодинамическая теория построена на положениях, получивших многочисленные эмпирические подтверждения. В частности, подтверждены (а) существование бессознательных когнитивных, аффективных и мотивационных процессов, (б) амбивалентность аффективной и мотивационной динамики и их функционирование в параллельном режиме, (в) происхождение многих личностных и социальных диспозиций в детстве, (г) ментальные репрезентации «Я» и «Других» и их взаимоотношений, (д) динамика развития (Westen, 1998). Для эмпирической психологии подтверждение указанных выше положений является сенсацией. Скажем, в когнитивной психологии феномен бессознательного стал получать признание лишь около 15 лет назад (см., например, Kihlstrom, 1987, 2000).— Дорфман, Л. Я. Эмпирическая психология: исторические и философские предпосылки
В 1994 году Клаус Граве с группой учёных опубликовали работу с результатами метаанализа 897 самых значимых эмпирических исследований, опубликованных до 1993 года, посвящённых изучению эффективности психоанализа и сходных психотерапевтических методик. Граве пришёл к следующим выводам:
- отсутствуют положительные показания для долговременного применения (1017 сессий за 6 лет и более) психоанализа
- при длительном применении психоанализа существенно повышается риск ятрогенных эффектов
- кратковременное применение (57 сессий за год) психоанализа малоэффективно для пациентов со страхами, фобиями и с психосоматическими расстройствами
- кратковременное применение уменьшает симптоматику у пациентов со слабовыраженными невротическими и личностными расстройствами

В этой же работе группа Граве привела метаанализ 41 работы, в которых сравнивалась эффективность различных методов терапии. Авторы заключили:
- группы пациентов, которые проходили психоаналитическую терапию, показали лучше результаты, чем контрольные группы, где терапия отсутствовала, а терапевт лишь ставил диагноз
- поведенческая терапия оказалась в два раза эффективней психоаналитической.

Британский психолог Ганс Айзенк также проводил метаанализ значимых публикаций по эффективности психоанализа. На основании многих исследований Айзенк приходит к заключению, что ремиссия без лечения («спонтанная ремиссия») развивается у невротических больных так же часто, как и излечение после психоанализа: около 67 % больных с серьёзными симптомами выздоравливали в течение двух лет. Исходя из того, что психоанализ не эффективней, чем плацебо, Айзенк делает вывод, что сама теория, лежащая в его основе, неверна, а также что «совершенно неэтично назначать его больным, брать с них за это деньги или обучать терапевтов такому неэффективному методу». Наиболее эффективной в лечении невротических расстройств Айзенк считает поведенческую терапию, которая, в отличие от психоанализа, значительно превосходит по эффективности спонтанную ремиссию и плацебо-лечение.
Кроме того, Айзенк приводит данные, что психоанализ может оказывать и негативное действие на пациентов, ухудшать их психологическое и физическое состояние. Проанализировав исследования, изучавшие корреляцию между смертностью и видами психотерапии, Айзенк заключил, что психоанализ в целом имеет деструктивный эффект. Согласно исследованиям, психоанализ вызывает психологический стресс у пациента, что ведёт к повышению смертности у страдающих онкологическими заболеваниями и ишемической болезнью сердца. Айзенк также заявил о том, что применение психоанализа к онкологическим больным неэтично и должно быть запрещено «как „лечение“, которое никогда не помогало и которое, как было показано, ведёт к крайне нежелательным последствиям».
Айзенк отмечал, что в течение длительного времени «превосходство психоанализа просто предполагалось на основе псевдонаучных аргументов без каких-либо объективных доказательств», а случаи из практики, описанные Фрейдом, не являются такими доказательствами, поскольку то, что заявлялось им как «излечение», в действительности излечением не было. В частности, знаменитый «человек-волк», вопреки утверждениям об этом, вовсе не был излечен, так как на самом деле симптомы его расстройства сохранялись в последующие 60 лет жизни больного, на протяжении которых он постоянно лечился. Безуспешным было лечение и «человека-крысы». Сходная ситуация и с известным случаем «излечивания» Брейером Анны О.: в действительности, как показали историки, диагноз истерии, выставленный больной, был ошибочным — женщина страдала туберкулёзным менингитом и долгое время находилась в госпитале с симптомами этого заболевания.
Биолог и нобелевский лауреат Питер Медавар охарактеризовал психоанализ как «самое грандиозное интеллектуальное мошенничество двадцатого века». Философ науки Карл Поппер критически отзывался о психоанализе и его направлениях. Поппер утверждал, что теории психоанализа не обладают предсказательной силой и невозможно поставить такой эксперимент, который бы мог их опровергнуть (то есть психоанализ нефальсифицируем), следовательно эти теории псевдонаучны. Профессор психологии Йельского университета Пол Блум отмечал, что утверждения Фрейда настолько туманны, что не могут быть проверены никаким достоверным методом и поэтому не могут быть применимы с точки зрения науки.
Согласно исследованиям Американской ассоциации психоаналитиков, хотя во многих гуманитарных науках психоанализ широко распространён, факультеты психологии нередко относятся к нему лишь как к историческому артефакту.
В своей статье «Вреден ли психоанализ?» американский психолог Альберт Эллис дал свою оценку потенциального вреда от применения психоанализа. В частности, Эллис утверждал следующее:
- психоанализ в целом построен на ошибочных предпосылках;
- психоанализ уводит пациентов от нужды работать над собой, даёт им оправдание бездействия;
- психоанализ поощряет зависимость пациента от терапевта, часто пациентам предлагается принять на веру интерпретации терапевта, даже если они далеки от фактов;
- экспрессивный, катарсивно-абреактический метод психоанализа, заключающийся в принятии и высвобождении враждебности, не решает проблему враждебности, а лишь усугубляет её;
- психоанализ развивает в пациентах конформизм;
- иррационализм психоанализа запутывает пациентов, уже страдающих от иррациональных убеждений;
- из-за неэффективности психоанализа (потраченных впустую средств и времени) у многих пациентов в США подорвано доверие к психотерапии в целом.

Доктор философии и скептик Р. Т. Кэрролл в своей книге «Словарь скептика» критиковал психоаналитическую концепцию бессознательного, хранящего память о травмах детства, как противоречащую современным представлениям о работе имплицитной памяти.

Психоаналитическая терапия во многих отношениях основана на поиске того, что, вероятно, не существует (подавленные детские воспоминания), предположении, которое, вероятно, ошибочно (что детский опыт является причиной проблем пациентов), и терапевтической теории, которая почти не имеет шансов быть верной (что перевод подавленных воспоминаний в сознание есть существенная часть курса лечения).— Кэррол, Р. Т. Психоанализ / пер. А. Алдаева и Е. Волкова
По мнению сторонников когнитивной терапии (Аарон Бек и др.), классические психоаналитические техники, такие как, к примеру, техника свободных ассоциаций, не применимы в работе с пациентами, страдающими депрессией, поскольку последние «ещё больше погружаются в трясину своих негативных мыслей». Аарон Бек отмечал, что многолетний курс психоанализа, через который проходили многие его аспиранты и коллеги, не вызывал ощутимых позитивных сдвигов в их поведении и чувствах; кроме того, как заметил он сам, работая с депрессивными пациентами, применяемые в рамках психоанализа терапевтические интервенции, основанные на гипотезе «ретрофлективной враждебности» и «потребности в страдании», часто не приносят пациентам ничего, кроме вреда.
Согласно утверждению американского философа науки, известного критика психоанализа А. Грюнбаума, прочный терапевтический успех, на котором основывается утверждение Фрейда об этиологической доказательности метода свободных ассоциаций, никогда не имел места в действительности, а временные терапевтические результаты вполне объяснимы не подлинной эффективностью этого метода (то есть его эффективностью в обнаружении и снятии вытеснений), но лечебными факторами иного свойства — эффектом плацебо, то есть временной мобилизацией надежд пациента врачами. «Не слишком ли это просто, чтобы быть истиной — то, что некто может уложить психически озабоченного субъекта на кушетку и выявить этиологию её или его заболевания с помощью свободной ассоциации? Сравнительно с выяснением причин основных соматических заболеваний это выглядит почти чудом, если только истинно», — пишет А. Грюнбаум. Он упоминает, что, согласно данным тщательных исследований, так называемые «свободные ассоциации» в действительности не свободны, но зависят от едва заметных подсказок психоаналитика пациенту и потому не могут достоверно соответствовать содержанию предполагаемых вытеснений, которые ими якобы снимаются.
Многие специалисты из области нейробиологии, когнитивной психологии, философии науки и теории познания считают, что методы и теории психоанализа не имеют под собой научных оснований, а сам психоанализ зачастую рассматривают как псевдонаучную теорию.

## Психоанализ и феминизм
В феминистском движении отношение к психоанализу не является однозначным. Феминистская критика одинаково направлена как на использование этой теории в русле критики патриархата, так и на её основные положения.
В контексте феминизма успешно развивается феминистский психоанализ. Тем не менее, феминистская психотерапия пытается выработать собственную методику и довольно критически относится к психоаналитической теории.

## Реакция на критику
Со своей стороны психоаналитики обвиняют многих критиков в предвзятости и скрытой поддержке иных видов помощи (медикаментозного психиатрического лечения, поведенческой терапии и т. д.). Они противопоставляют этой критике новые исследовательские проекты, опирающиеся как на традиционное психоаналитическое изучение отдельных случаев, так и на объективные количественные методы.
По мнению психоаналитика Петера Куттера, Айзенк и другие критики психоанализа в своих исследованиях пользуются методиками, прямо противоположными психоанализу, не применимыми к бессознательным процессам.

## Психоанализ литературы
Психоанализ в XX веке широко применялся при анализе литературного творчества, понимаемого как проявление неосознанных влечений автора. Ему близки методы патографического анализа литературы и психиатрического литературоведения.

## Ассоциации и школы
- Международная психоаналитическая ассоциация
- Международная лакановская ассоциация
- Школа лакановского психоанализа
- Международная ассоциация аналитической психологии (IAAP)